# Bad Königshof

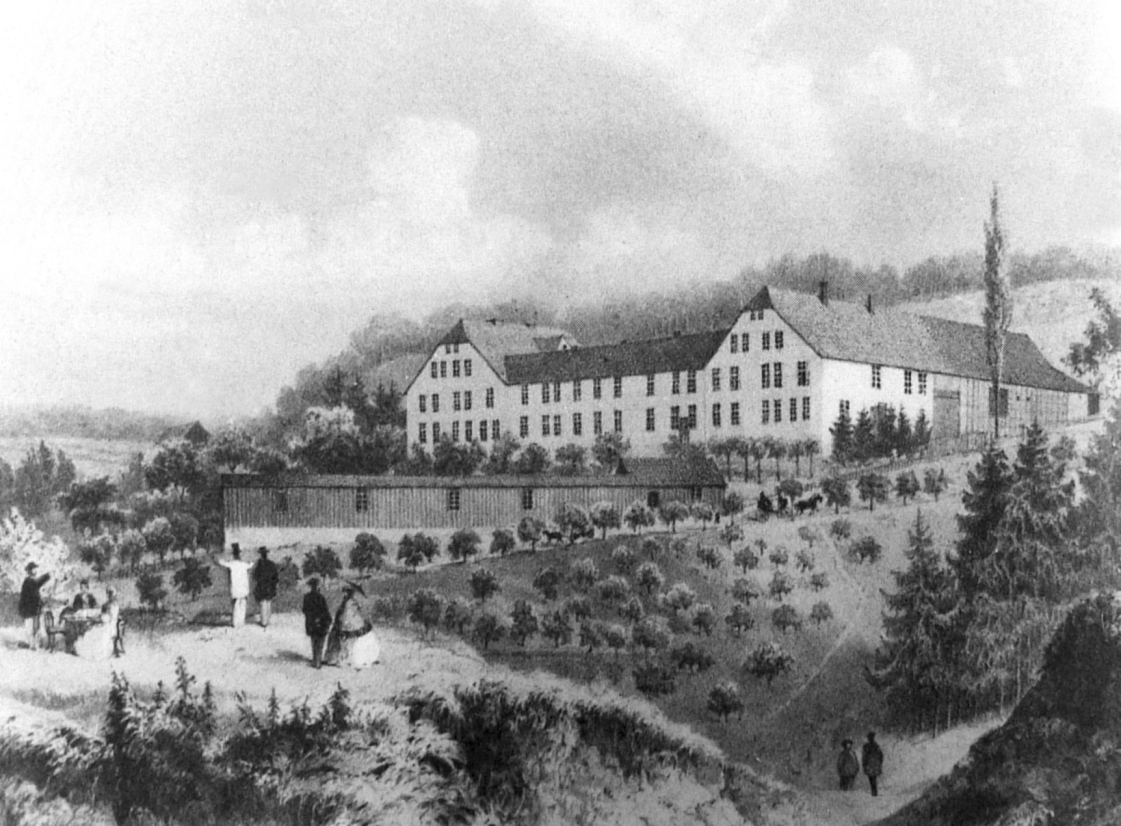
Sanatoriumsgebäude von Bad Königshof mit Parkanlage, um 1855

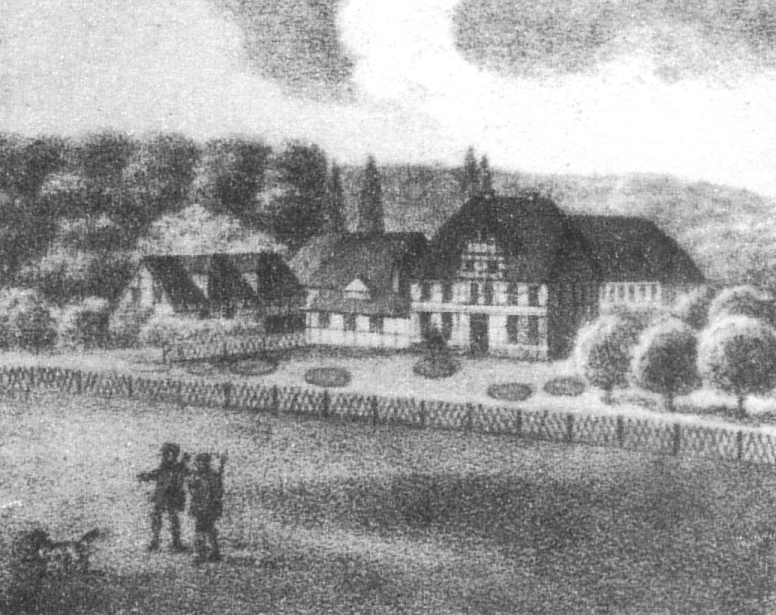
Bad Königshof, um 1856

Bad Königshof war ein 1853 gegründetes Sanatorium im heutigen Hann. Münden, das wegen seines zeitweisen Bestehens als Gutshof auch ein Rittergut war. Anfang der 1970er Jahre wurden die Gebäude abgerissen und an der Stelle entstand eine Fachklinik unter der Bezeichnung Nephrologisches Zentrum Niedersachsen.

## Geschichte
Im Mittelalter soll sich ein karolingischer Königshof an einer bis heute nicht bekannten Stelle in Münden, wie die heutige Stadt Hann. Münden bis ins 19. Jahrhundert hieß, befunden haben. Zur Versorgung des Königshofes dürfte es außerhalb der Stadt einen Wirtschaftshof gegeben haben, worauf Flurnamen hindeuten. Im Bereich des Flurstückes vor dem Königshof wird um das Jahr 1700 ein Gut mit dem Namen Bleiche erwähnt. 1852 bestand es aus einem Wohnhaus, zwei Ställen, einer Scheune und einer Brennerei. 1853 erwarb es der Arzt Heinrich Bonhoff und gründete dort unter der Bezeichnung Bad Königshof eine Kaltwasser- und Naturheilanstalt. Sein 1864 dort geborener Sohn Heinrich Bonhoff wurde später Sanitätsoffizier und Hygieniker. Für die Heilanstalt entstanden eine Reihe von Gebäuden, zu denen laut Katasteraufzeichnungen von 1867 ein Wohn- und Kurhaus mit 18 Zimmern, 3 Kammern sowie 11 Stuben zählte. An Nebengebäuden aus Fachwerk gab es ein Wasch- und ein Badehaus. Die Landwirtschaft ging parallel zum Betrieb der Heilanstalt weiter. Außerdem wurde das Wasser einer nahegelegenen Quelle als Königshöfer Heil-Tafelwasser abgefüllt und vertrieben. 1866 ging die Heilanstalt in Konkurs. 
1868 erwarb der Arzt Adolph Seebohm aus Ilten die Anlage für 34.000 Taler, in der er ein Sanatorium für Nerven- und Gemütskranke einrichtete. 1879 lebten 45 Personen in der Anstalt, darunter 30 Pensionäre und 15 Gemütskranke. Wiederum entstanden neue Gebäude. In den 1890er Jahren bestanden laut Katasteraufzeichnungen ein Wohnhaus, ein Wirtschaftsgebäude, eine Feldscheune, ein Gewächshaus, ein Mausoleum, ein Schafstall, ein Backhaus, ein zum Wohnhaus umgebauter Stall sowie ein Gärtnerhaus. Die Anstalt war von einem 10 Morgen großen Park umgeben, von dem sich eine weite Aussicht auf die Stadt und das Tal bot. 1902 erwarb Seebohm für seine Anstalt den Titel Rittergut, den er für 1500 Mark dem alten Rittergut Bonaforth abkaufte. Anderen Quellen nach hat Königshof seinen Titel als Rittergut bereits 1894 erhalten, da  parallel zur Heilanstalt nebenbei Landwirtschaft betrieben wurde. 

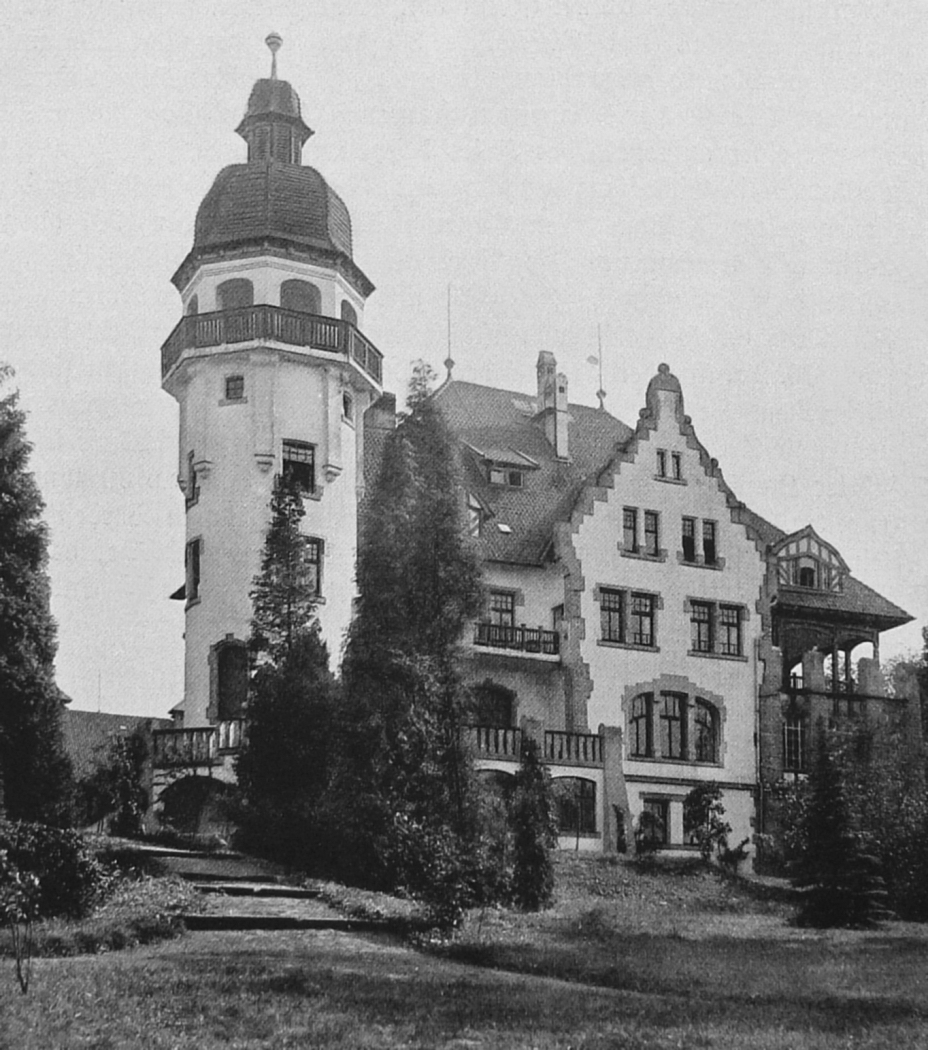
Das 1907 erbaute Herrenhaus des Ritterguts Königshof, 1912

Nach Seebohms Tod 1904 wurde das Sanatorium geschlossen. Im selben Jahr erwarb Amtsgerichtsrat Ernst Krogmann die Anlage und ließ fast alle Gebäude abreißen. Stattdessen wurden ab 1907 Wirtschafts- und Stallgebäude sowie ein Herrenhaus im Jugendstil errichtet, und als Gutsbetrieb geführt. 1915 veräußerte Krogmann das Gut an den Munitionsfabrikanten Ferdinand Boniver aus Mettmann, der sein Gut nur selten besuchte. Im Jahr 1926 hatte das Gut 14 Personen als Personal, 1937 waren es 10 Personen. Nach dem Zweiten Weltkrieg erhöhte sich die Bewohnerzahl durch Heimatvertriebene im Jahr 1949 auf 25 Personen. 1957 kam es auf dem Gut zu einem Großbrand, bei dem ein großer Stall abbrannte. 1959 erwarb die Stadt Münden für 1,75 Millionen DM das Gut, um Platz für Stadterweiterungen zu erlangen; dadurch ergaben sich 350.000 m² Bauland. Der Gutsbetrieb ging bis etwa 1962 weiter und die Gutsgebäude blieben erhalten. Ab 1967 wurden dort Barackenbewohner und 80 Obdachlose aus der Stadt untergebracht, wodurch sich der Bauzustand verschlechterte. Bald darauf wurden die Gutsgebäude abgerissen und an ihrer Stelle entstand das 1972 eingeweihte Nephrologische Zentrum Niedersachsen.